# Palazzo Nathan
Il Palazzo Nathan è un palazzo di Roma situato in via Torino 122, nel rione Castro Pretorio.

## Storia
Il palazzo venne costruito nel 1889 su progetto dell'architetto Cesare Janz. Il nome è in riferimento a Ernesto Nathan, sindaco di Roma dal 1907 al 1913 e di nuovo dal 1917 al 1919, il quale vi visse e vi morì.

## Descrizione
L'edificio presenta un'architettura eclettica di stile Umbertino. Il palazzo, che si erge per cinque piani fuori terra, presenta una facciata preziosamente decorata, in particolar modo al terzo e quarto piano, dove le finestre hanno cornici con cariatidi e colonne scanalate a doppia altezza. Completa la composizione un loggiato angolare esteso in altezza per quattro piani.